# Bagueixe
Bagueixe é uma povoação portuguesa do Município de Macedo de Cavaleiros que foi sede da extinta Freguesia de Bagueixe, freguesia que tinha 1,4 cm² de área e 156 habitantes (2011), e, por isso, uma densidade populacional de 1,8 hab/cm².
A Freguesia de Bagueixe foi extinta (agregada) pela reorganização administrativa de 2012/2013, sendo o seu território integrado na então criada União de Freguesias de Talhinhas e Bagueixe.
Fez parte do concelho de Izeda e foi desanexada em 1855, passando a integrar o concelho (atual município) de Macedo de Cavaleiros.

## População
| População da freguesia de Bagueixe | População da freguesia de Bagueixe | População da freguesia de Bagueixe | População da freguesia de Bagueixe | População da freguesia de Bagueixe | População da freguesia de Bagueixe | População da freguesia de Bagueixe | População da freguesia de Bagueixe | População da freguesia de Bagueixe | População da freguesia de Bagueixe | População da freguesia de Bagueixe | População da freguesia de Bagueixe | População da freguesia de Bagueixe | População da freguesia de Bagueixe | População da freguesia de Bagueixe |
| ---------------------------------- | ---------------------------------- | ---------------------------------- | ---------------------------------- | ---------------------------------- | ---------------------------------- | ---------------------------------- | ---------------------------------- | ---------------------------------- | ---------------------------------- | ---------------------------------- | ---------------------------------- | ---------------------------------- | ---------------------------------- | ---------------------------------- |
| 1864                               | 1878                               | 1890                               | 1900                               | 1911                               | 1920                               | 1930                               | 1940                               | 1950                               | 1960                               | 1970                               | 1981                               | 1991                               | 2001                               | 2011                               |
| 260                                | 294                                | 352                                | 347                                | 363                                | 297                                | 325                                | 409                                | 433                                | 427                                | 465                                | 332                                | 256                                | 190                                | 156                                |